# Argoctenus pectinatus
Espèce
Argoctenus pectinatus est une espèce d'araignées aranéomorphes de la famille des Miturgidae.

## Distribution
Cette espèce est endémique du Victoria en Australie.

## Description
La carapace de la femelle holotype mesure 2 mm de long sur 1,75 mm et l'abdomen 3 mm de long sur 1,5 mm.

## Publication originale
- Hogg, 1900 : A contribution to our knowledge of the spiders of Victoria: including some new species and genera. Proceedings of the Royal Society of Victoria (N.S.), vol. 13, p. 68-123 (texte intégral).